# 中橋政彦
中橋 政彦（なかはし　まさひこ、1968年10月23日 - ）は香川県坂出市出身の日本の柔道家。現役時代は86kg級の選手。身長183cm。妹は選抜体重別61kg級で優勝経験のある中橋治美。

## 経歴
高松商高3年の時にインターハイ軽重量級で2位になった。1987年に筑波大学へ進学すると、4年の時に正力杯86kg級で3位になった。1991年には国体要員として香川県スポーツ振興財団の所属となると、1992年には講道館杯と選抜体重別でそれぞれ3位となった。嘉納杯では決勝まで進みバルセロナオリンピック銅メダリストであるカナダのニコラス・ギルと対戦すると、大内刈で効果を先取するが、その後内股を小外掛で切り返されるもそれがポイントにはならず、辛うじて優勝を果たした。1993年に香川県で開催された国体成年男子の部では同じ国体要員の乙黒靖雄や金野潤などとともに活躍して優勝を飾った。1995年には実家が経営する中橋産業の所属になると、講道館杯で3位に入った。引退後は中橋産業の専務に就任した。また、2008年には第1回の世界形選手権大会に出場すると、松本裕司と組んで固の形で優勝を飾った。

## 主な戦績
- 1986年 -　インターハイ 2位(軽重量級)
- 1990年 -　正力杯　3位
- 1992年 -　講道館杯 3位
- 1992年 -　選抜体重別　3位
- 1992年 -　嘉納杯　優勝
- 1993年 - 選抜体重別　3位
- 1993年 - 国体　成年男子の部　優勝
- 1993年 -　スペイン国際　優勝
- 1994年 -　講道館杯 3位
- 1995年 -　講道館杯 3位
- 2008年 -　世界形選手権大会　固の形　優勝

(出典、JudoInside.com)。